# Ateneo Catalán de la Clase Obrera
El Ateneo Catalán de la Clase Obrera fue una institución fundada en Barcelona (España) el 2 de febrero de 1862 por miembros y simpatizantes catalanes del Partido Progresista con la finalidad de agrupar a los obreros de la ciudad y proporcionarles una formación. Los socios pagaban 4 reales mensuales de cuota y allí se daban clases de cultura general. En 1862 tenía 240 alumnos y 151 en 1865, que cursaban las asignaturas de lectura-escritura, gramática, aritmética y geografía. Estuvo en funcionamiento hasta el golpe de Pavía de enero de 1874.

## Historia
Entre su fundación en 1862 y la Revolución de 1868 que puso fin al reinado de Isabel II el Ateneo fue una institución «donde no hallaron cabida las corrientes de pensamiento radical». Sus protectores progresistas, como ha destacado Josep Termes, imaginaban que «proporcionando algo de conocimientos generales a unos pocos obreros, podría convertirse en una entidad moderadora, regeneradora de la clase obrera». Esta idea la reflejó M. Paxot en el prólogo del Calendario Popular del Ateneo Catalán de la Clase Obrera. Año 1864 en el que después de afirmar que el profesor de historia se mostraba «amante de la patria, idólatra de las franquicias y del orden público, enemigo de quimeras y sobre todo cristiano», decía:

No hay miedo... que [el Ateneo] atice la discordia entre las clases de la sociedad que deben ser perennemente hermanas, ... que invite a reformar abusos con el puñal y la tea, ni que derrame en sus corazones [de los obreros-alumnos] desoladoras doctrinas, ...ni que haga suspirar por la anarquía... Si las clases proletarias están infestadas de novelas ensalzadoras del desenfreno, anatematizadoras de toda buena costumbre, negadoras de toda existencia sobrehumana, llenas del apoteosis de una fiebre social aniquiladora, que ve en toda ley un grillo paralizador, en toda sumisión un servilismo humillante..., si la blasfemia cunde... el Ateneo buscará lenitivos y los aplicará.

Sin embargo, tras el triunfo de La Gloriosa el Ateneo evolucionó en su sentido radical. De allí surgió el núcleo de la sección barcelonesa de la Primera Internacional, que promoverá la fundación de la Federación Regional Española en el Congreso Obrero de Barcelona de 1870, y que estuvo precedido de otro celebrado dos años antes. Los miembros de la FRE-AIT no pagaban por las clases. Josep Termes ha destacado el gran número de ingenieros que había entre el profesorado, que impartían matemáticas, física, química, principios de construcción y ciencias aplicadas a las artes y a la industria. Un abogado enseñaba economía política y estadística, mientras que otras personas impartían lectura, escritura y gramática castellana, teneduría, teoría de los tejidos, francés,historia universal, higiene, caligrafía... También existían una clases de enseñanza elemental para obreras.
En el viaje que realizó a Barcelona el Presidente del Poder Ejecutivo de la Primera República Española Estanislao Figueras a principios de marzo de 1873 este visitó el Ateneo siendo nombrado socio de honor. Como muestra de su apoyo Figueras concedió al Ateneo el antiguo convento de San Felipe Neri para que pudiera utilizarlo para desarrollar sus actividades.
En otras ciudades españolas existieron entidades parecidas, como el Fomento de las Artes de Madrid (fundado en 1847), La Filantrópica Artística de Valladolid, El Porvenir de Zaragoza, El Círculo de Artesanos de Alicante, El Casino Artístico de Albacete, El Círculo de Artesanos de Cáceres, o el Ateneo Manresano de la Clase Obrera de Manresa (fundado en mayo de 1864).
El Ateneo desapareció tras el golpe de Pavía de enero de 1874 que puso fin a la República Federal.